# Pont de Cordes
Ne doit pas être confondu avec pont de singe.
Le Pont de Cordes (hébreu : גשר המיתרים, Gesher HaMeitarim), est un pont situé à proximité de l'entrée la plus fréquentée de Jérusalem en Israël, dans le quartier de Kiryat Moshe. Le pont est utilisé par le tramway hiérosolymitain en provenance de la périphérie de la ville vers le centre. Est également intégrée au pont une passerelle de verre permettant aux piétons de rejoindre depuis Kiryat Moshe, la gare routière centrale.

## Histoire

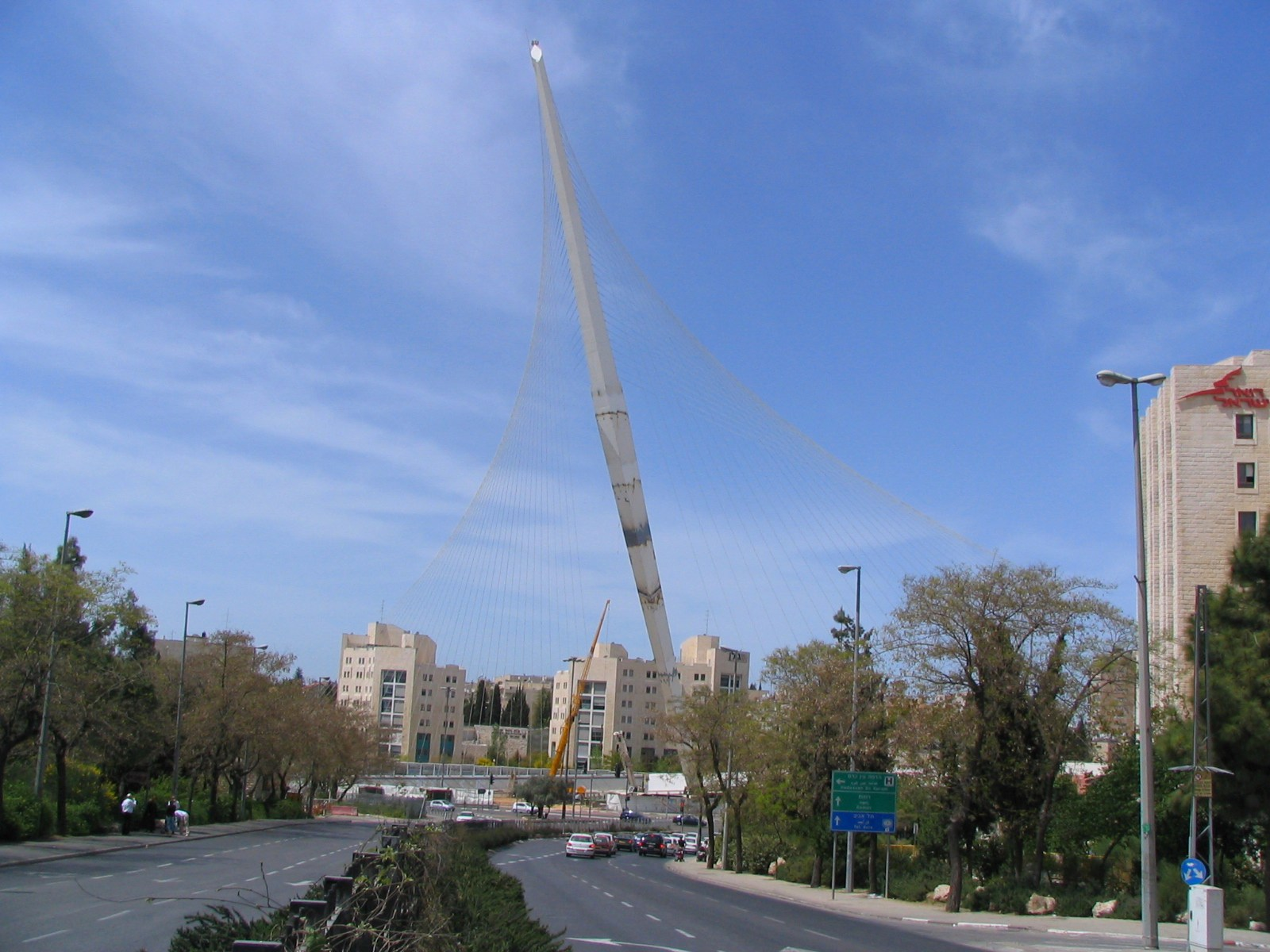
Le Pont de Cordes en construction (avril 2008)

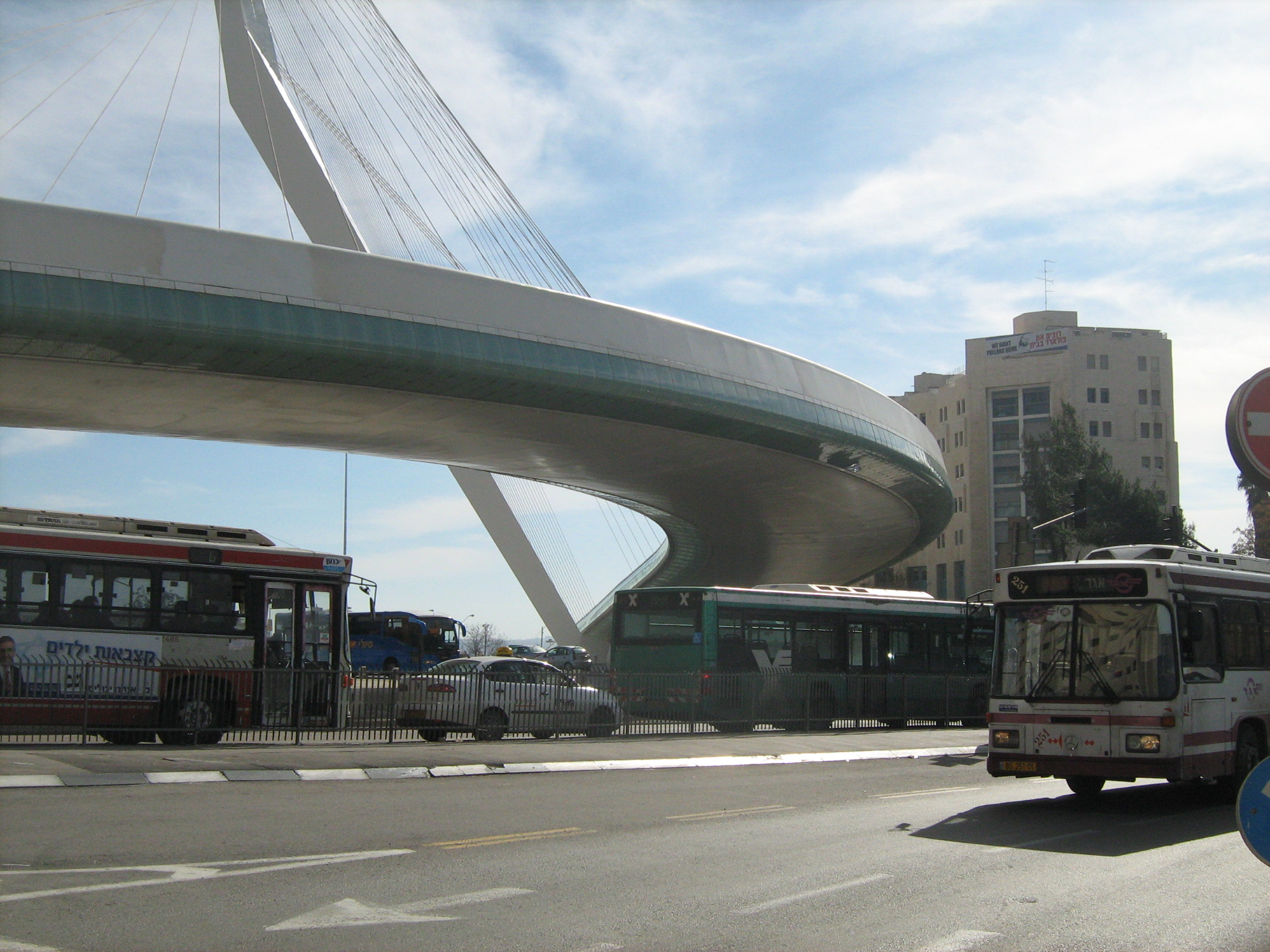
Vue du sol

Conçu par l'architecte espagnol Santiago Calatrava Valls, sa construction débuta en 2005 pour un prix de 220 millions de Shekels, à charge de la municipalité de Jérusalem et du gouvernement israélien, coût qui fut finalement plus que doublé. Le pont fut inauguré le 25 juin 2008 en honneur du 60e anniversaire d'Israël. Des dizaines de milliers de personnes assistèrent à l'inauguration. 
Pour ce qui est du visuel, l'objectif de la construction du pont était d'ajouter un élément distinctif à la skyline de cette entrée de Jérusalem, avec un objectif matériel de transporter le tramway de Jérusalem à cet endroit, permettant de réduire des problèmes de trafic et de circulation des piétons. Le design du pont a suscité diverses polémiques concernant le contraste que le pont présente avec son environnement urbain.
D'une conception proche d'autres ponts réalisés par Santiago Calatrava Valls, dont le Pont de l'Alamillo à Séville, ce type de pont n'équilibre pas les forces par une disposition symétrique des haubans de chaque côté du mât, mais plutôt par un mât incliné de 160 mètres, supportant ces forces d'un seul côté, pour une longueur totale de l'ouvrage de 360 mètres, à l'aide des câbles. Si cette structure est moins optimisée que l'arrangement symétrique traditionnel, l'effet visuel est par contre impressionnant.  
L'élément marquant du pont est le mât de 119 mètres de haut auquel sont accrochés 66 haubans d'acier, ce qui constitue, en 2008, la plus haute structure de Jérusalem (bien que l'hôtel Crowne Plaza situé à proximité puisse paraître plus haut). Le pont est devenu une attraction touristique et un nouveau symbole de Jérusalem. Le tramway emprunte actuellement le pont depuis l'été 2011, après plusieurs années de retard.
En 2020, le pont bénéficie d'un nouveau système d'éclairage permettant aussi de diffuser des messages écrits.

## Critiques
Le projet fut critiqué pour être une solution extravagante et coûteuse au problème de transport posé. L'esthétique du pont et son impact visuel sur Jérusalem a fait l'objet aussi de controverses. Selon certains, le pont, situé en un endroit fréquenté, ne répond pas aux objectifs d'accessibilité car sous-dimensionné pour le trafic et le peu d'espace ne permet pas d'apprécier les qualités artistiques de l'ouvrage. D'autres estiment simplement que l'ouvrage ne sied pas visuellement à l'endroit.
Une autre passerelle, conçue également par Calatrava à Petah Tikva en Israël, utilise ce même système de câbles avec un seul mât.